# Кирион II
Католикос-Патриарх Кирион II (груз. კათოლიკოს-პატრიარქი კირიონ II, в миру Георгий Иеронимович Садзаглишвили, груз. გიორგი იერონიმეს ძე საძაგლიშვილი; 10 (22) ноября 1855, деревня Никози, Горийский уезд, Тифлисская губерния — 13 (26) июня 1918, село Марткопи, Грузия) — епископ Грузинской православной церкви; с октября 1917 года первый католикос-патриарх Грузии после провозглашения автокефалии Грузинской церкви в марте 1917 года; грузинский историк и духовный писатель.
Канонизирован Священным синодом Грузинской православной церкви в октябре 2002 года; память в Грузинской церкви — 27 июня по юлианскому календарю.

## Биография
Родился 10 (22) ноября 1855 года в деревне Никози Горийского уезда (ныне в Горийский район) в семье священника.
В 1876 году окончил Тифлисскую духовную семинарию; в 1880 году — Киевскую духовную академию со степенью кандидата богословия. 1 августа того же года назначен помощником инспектора Одесской духовной семинарии.
С 1883 года состоял последовательно на должностях: помощника смотрителя Телавского духовного училища, Горийского духовного училища, преподавателя Кутаисского духовного училища и епархиального женского училища. В этот период опубликовал несколько своих работ по истории Грузинской церкви под псевдонимом Ивериели и Никозели, изучал и собирал грузинские средневековые манускрипты, древние грузинские монеты, записывал грузинский фольклор, поддерживал деньгами талантливых грузинских студентов и переписывался с заинтересованными историей Грузии западными историками.
После гибели жены и детей, 2 ноября 1896 года пострижен в монашество экзархом архиепископом Владимиром (Богоявленским), 6 ноября рукоположён во иеромонаха и назначен настоятелем Квабтахевского Успенского монастыря с возведением в сан игумена; с 31 декабря — благочинный монастырей Грузинской епархии и инспектор школ «Общества восстановления православного христианства на Кавказе».
10 мая 1898 года возведён в сан архимандрита. 23 августа в тифлисском Сионском кафедральном соборе хиротонисан во епископа Алавердского, викария Грузинской епархии; хиротонию совершали экзарх Грузии архиепископ Флавиан (Городецкий), епископы Гурийско-Мингрельский Александр (Окропиридзе), епископ Имеретинский Виссарион (Дадиани) и епископ Горийский Леонид (Окропиридзе).
С 12 августа 1900 года — епископ Горийский, викарий Грузинской епархии.
В 1900-х годах во время дебатов о будущем Грузинской церкви выступал как горячий приверженец восстановления автокефалии, вследствие чего был сослан в Каменец-Подольский.
С 10 марта 1902 года — епископ Балтский, викарий Подольской епархии.
С 3 мая 1903 года — епископ Новомиргородский, викарий Херсонской епархии.
С 23 апреля 1904 года — епископ Орловский и Севский.
С 3 февраля 1906 года — епископ Сухумский; переведён на эту кафедру по собственному желанию.
С 25 января 1907 года — епископ Ковенский, викарий Литовской епархии.
В 1908 году русский экзарх в Тбилиси архиепископ Никон (Софийский) был убит, вследствие чего было решено снять грузинских епископов с их постов. С Кириона сняли сан епископа и сослали в Куряжский монастырь Харьковской епархии, а затем в Санаксарский монастырь Тамбовской епархии.

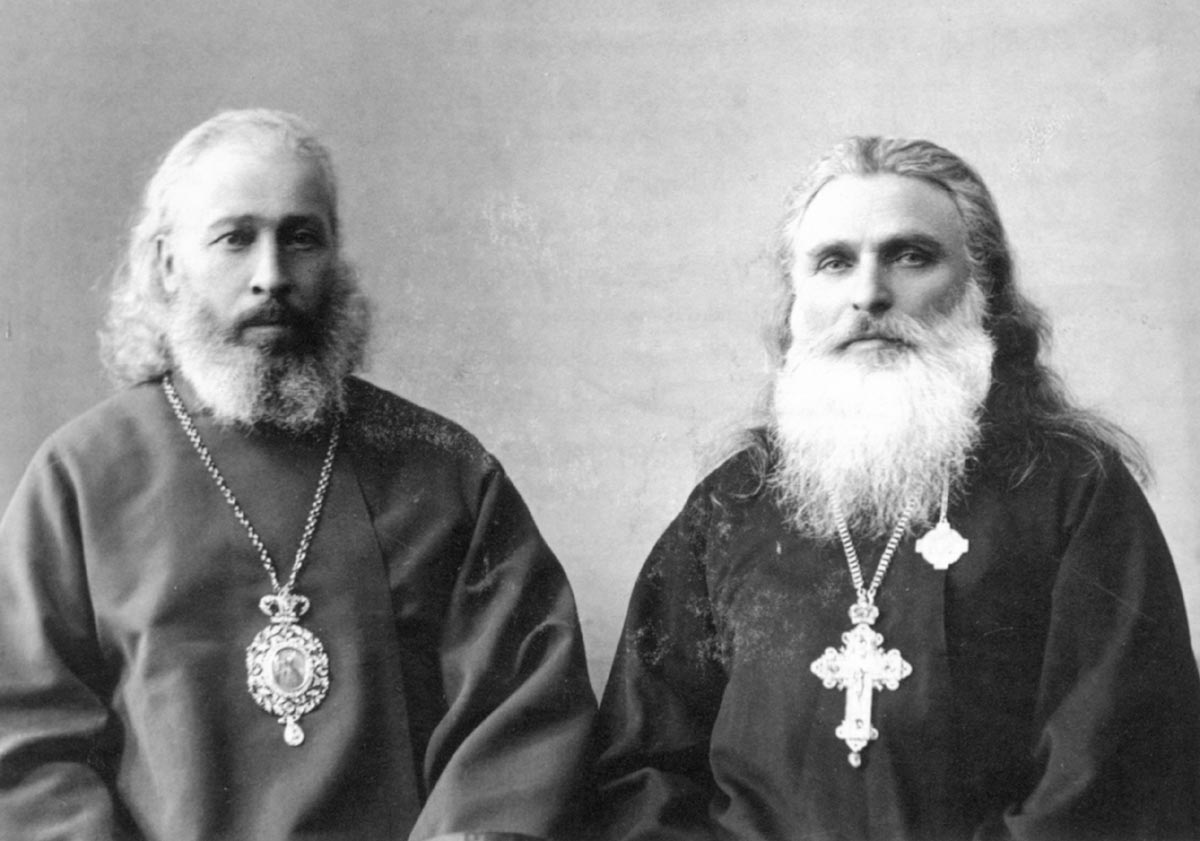
Кирион (Садзаглишвили) и Амвросий (Хелая). 1910 год

В январе 1915 года был восстановлен в сане и назначен епископом Полоцким и Витебским.
После падения монархии, 1 августа 1917 года уволен, согласно прошению, от управления епархией; переехал в Грузию.
12 марта (25 марта) 1917 года было провозглашено восстановление автокефалии Грузинской церкви; на Соборе Грузинской церкви в Тифлисе в сентябре того же года епископ Кирион был избран патриархом Грузии. Интронизован 1 октября 1917 года во Мцхете, в Светицховели при громадном стечении народа и всеобщем ликовании. Избран Кирион был с очень небольшим перевесом, получив 230 избирательных голосов против 206 неизбирательных. Другой кандидат, митрополит Леонид, набрал 230 избирательных голосов и 218 неизбирательных голосов. Избрание Кириона было утверждено российским Временным правительством 25 сентября 1917 года.
27 июня (н. ст.) 1918 года был найден убитым в своей резиденции в Марткопи. Обстоятельства гибели остаются не вполне ясными.
Был похоронен в Сионском соборе, к югу от амвона.

Надгробие Кириона II в Сионском храме, Тбилиси
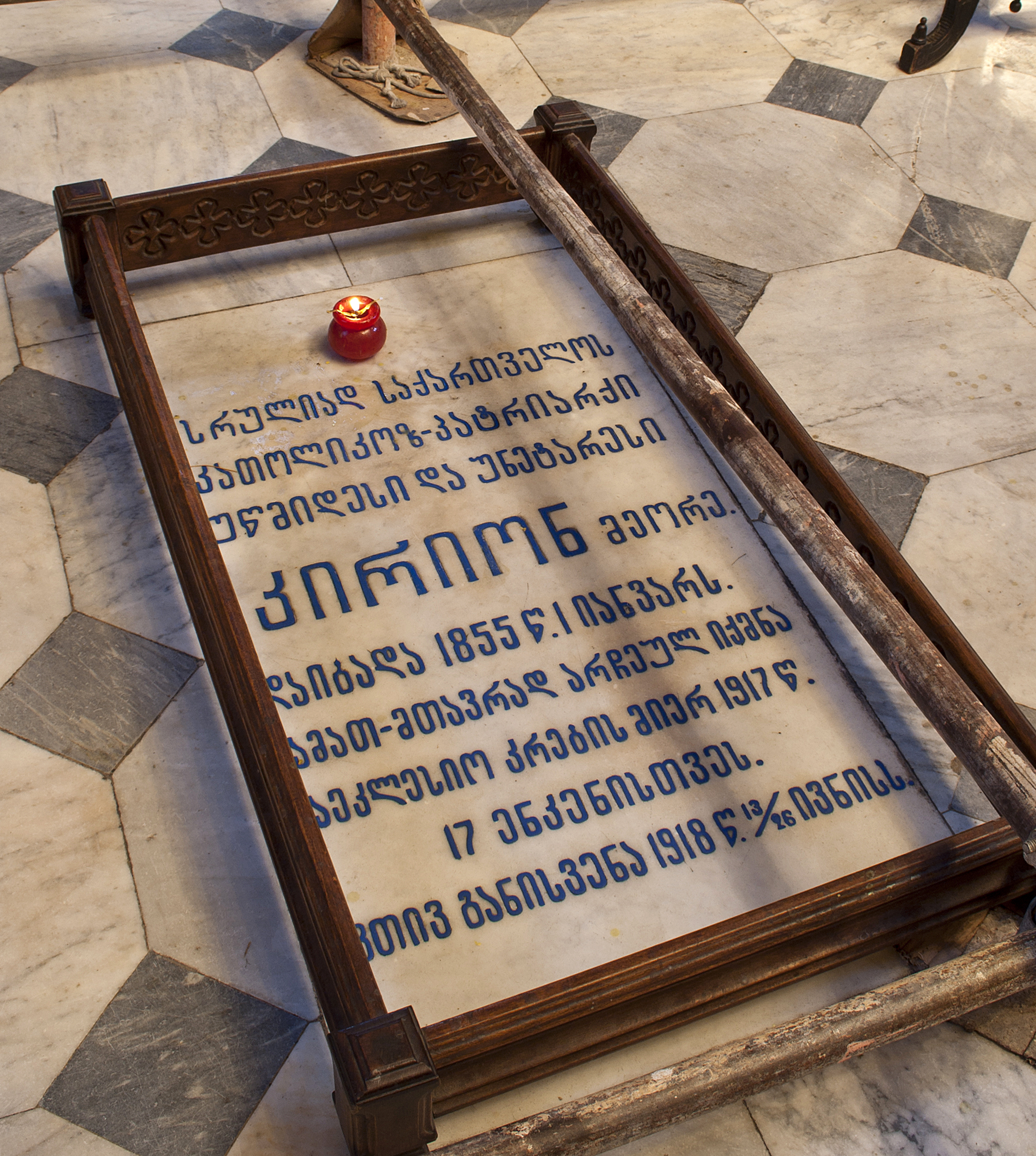
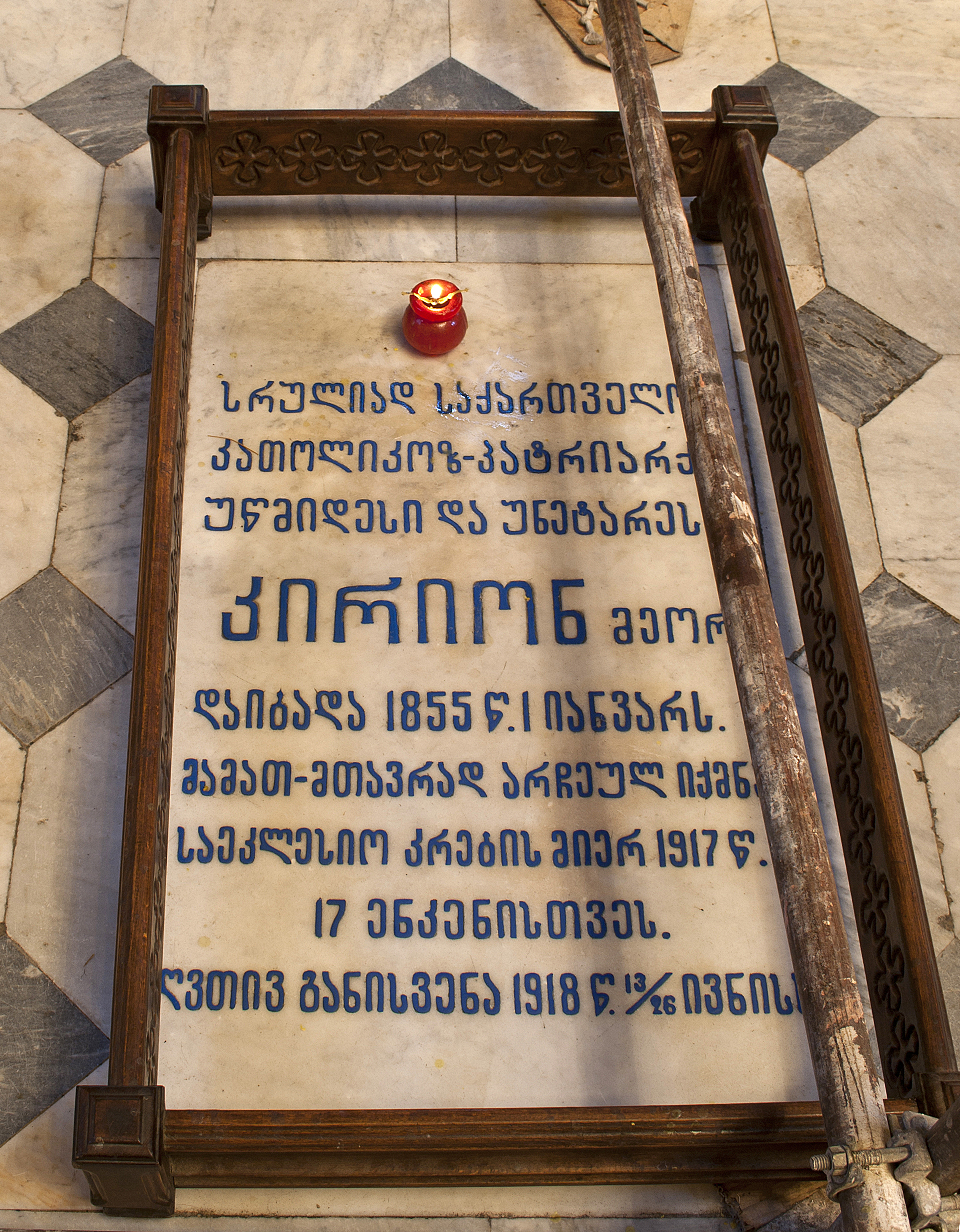
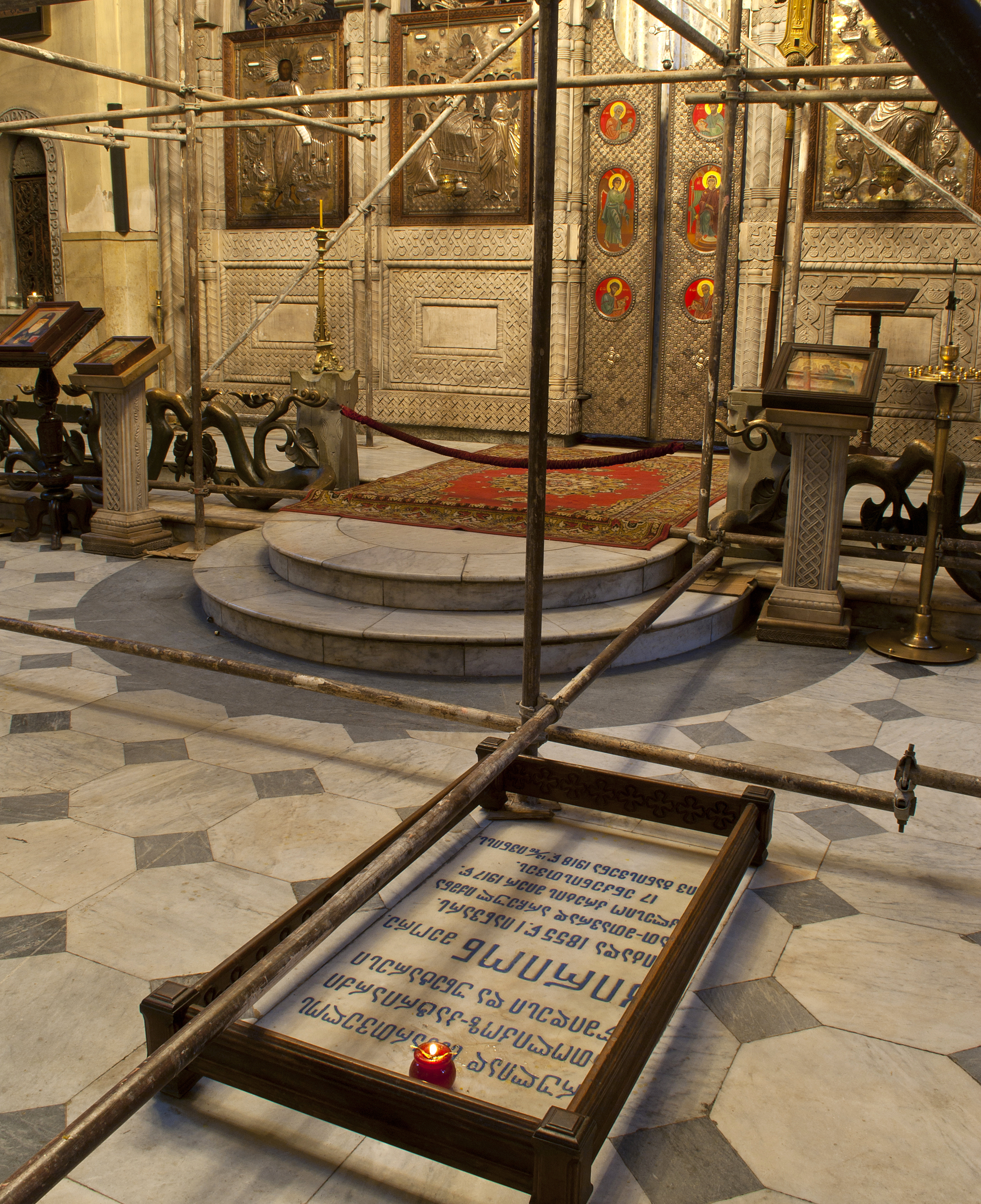

## Канонизация
Канонизирован Священным синодом Грузинской православной церкви 17 октября 2002 года.

## Сочинения
- «Никозский храм и его древности». «Духовный Вестник Грузинского Экзархата» 1881, № 2.
- «Религиозно-политические сношения Православной Грузии с единоверной Россией». (Юбилейный номер). «Духовный Вестник Грузинского Экзархата».
- «Характер Грузинской (Иверской) Церкви и её значение для православия». «Пастырь» 1886, № 3.
- «К вопросу о Грузинской церковной историографии». «Пастырь» 1886, № 20 и 21, 1887, № 2.
- «Краткий очерк грузинской церковной истории». «Пастырь» 1999, № 9-11.
- «Иудеи распространители мессианских идей в древней Иверии и принесение ими Хитона Господня в Мцхет». «Пастырь» 1888, № 1-3.
- «Святая равноапостольная Нина, просветительница Грузии». (Кандидатская диссертация). «Пастырь» 1888, № 16 и 18, 1889 № 1, 4, 5, 6.
- «Св. царь Мириан Хосриани, первый христианский венценосец Грузии». «Пастырь» 1889, № 23, 24, 1890, № 1, 2.
- «Перевод священно-богослужебных книг на грузинский язык и значение его для Церкви Грузинской». «Пастырь» 1892, № 2, 4.
- «История одного из гвоздей, которым пригвожден был ко Кресту Господь наш Иисус Христос». «Пастырь» 1892, № 1, 2.
- «Последний эпизод из вековой борьбы православной Грузии с мусульманами — шиитами». «Пастырь» 1895, № 23, 24, 1896, № 1, 6.
- «Воск и восковая свеча». «Пастырь» 1896, № 13.
- «Никозский Собор». «Духовный Вестник Грузинского Экзархата» 1891, № 21.
- «Описание Метехского Евангелия 1049 год». «Духовный Вестник Грузинского Экзархата» 1896, № 22.
- «Описание Мешехского четвероевангелия». «Духовный Вестник Грузинского Экзархата» 1892, № 10.
- «Описание Никозской Михаило-Архангельской церкви». «Духовный Вестник Грузинского Экзархата» 1888.
- «Историко-Археологический очерк Метехского храма». 1893.
- «Исторический очерк Оконской чудотворной иконы Божией Матери».
- «История Промского Вознесенского храма». 1896.
- «Пять дней в Карталинии». 1897.
- «Ананурский Успенский собор и его окрестные достопримечательности». 1898.
- «Повествование о чудодейственном камне Давидгареджийской пустыни».
- «Харистикарная система и её влияние на церковно-поземельные отношения в древней Грузии». Сборник «Весь Кавказ», Тифлис, 1903.
- «Св. Давид III-й Возобновитель, царь Грузии». (1089—1125). Тифлис, 1899.
- «Жизнь и подвиги св. Антония Столпника, чудотворца Мартмкопского». Тифлис, 1899.
- «Або, мученик Тифлисский». Тифлис, 1899.
- «Назревший вопрос» (Ко дню столетия присоединения Грузии и России 1900 г.). Тифлис, 1900.
- «Заслуги грузинского монашества и монастырей для отечественной церкви и общества». «Дух. Вестн. Груз. Экзарх.» 1896, № 22.
- «Двенадцативековая религиозная борьба православной Грузии с исламом». 1900.
- «Восковая свеча в Греко-Грузинской Церкви». Тифлис, 1901.
- «Крест св. Нины в связи с вопросом о значении креста в древности».
- «Две святыни в Кахетии».
- «Давид Гараджели и его лавра». Тифлис, 1901.
- «Краткий очерк истории Грузинской Церкви и Экзархата в XIX веке». Тифлис, 1901. Отзыв об этом труде см. "Приб. к «ЦВ» 1901, № 47, с. 1735—1738.
- «Состояние христианства в Абхазии в первой четверти XIX столетия и попытка организации в ней миссионерского дела в 1831—1834 гг.». Сборник «Весь Кавказ», Тифлис, 1903.
- «Ананурская атлешга». Сборник «Весь Кавказ», Тифлис, 1903.
- «Мцхетский храм и его реставрация». Сборник «Весь Кавказ», Тифлис, 1903.
- «Народные обычаи и их значение». Сборник «Весь Кавказ», Тифлис, 1903.
- «Новый вариант творения Александра Сергеевича Грибоедова». Сборник «Весь Кавказ», Тифлис, 1903.
- "Церковно-исторический очерк основания в Херсоне викариатства и его жизнедеятельность (по поводу его пятидесятилетия 1853—1903 гг.). Одесса, 1905. Отзыв об этом труде см. "Приб. к «ЦВ» 1905, № 16-17, с. 732—734.
- «Четыре доклада в пользу Грузинской Церковной автокефалии». «Журн. и Проток. Предсоборн. Присутств.», т. III. СПБ, 1907, с. 43-58.
- «Культурная роль Иверии в истории Руси». Тифлис, 1910, с. 445—448.
- «Крест в мире языческом и христианском». Харьков, 1912.
- «Лексикологический материал». (На грузинском языке в сборнике Груз. Об-ва истории и этнографии). Тбилиси, 1912—1913 гг.
- «Грузинские фемы в Византии: Халдия и Иверия». Полоцк, 1916.
- «Клемакс св. Иоанна на грузинском языке». Полоцк, 1916.
- «Санаксарские этюды» печатались в «Полоцких Епархиальных Ведомостях» 1915—1916 гг., а отдельным издания вышли в Полоцке в 1916 году.
- «Этюды» состоят из двух частей, независимых одна от другой:
  - Первая часть — Обилие церковных древностей в России и настоятельная необходимость открытия кафедр археологии в семинариях.
  - Вторая часть — Страдная эпоха (XVIII в.) русского монашества и его поборник Феодор Ушаков.